# Dispositif d’exclusion des tortues
Pour les articles homonymes, voir Dispositif.

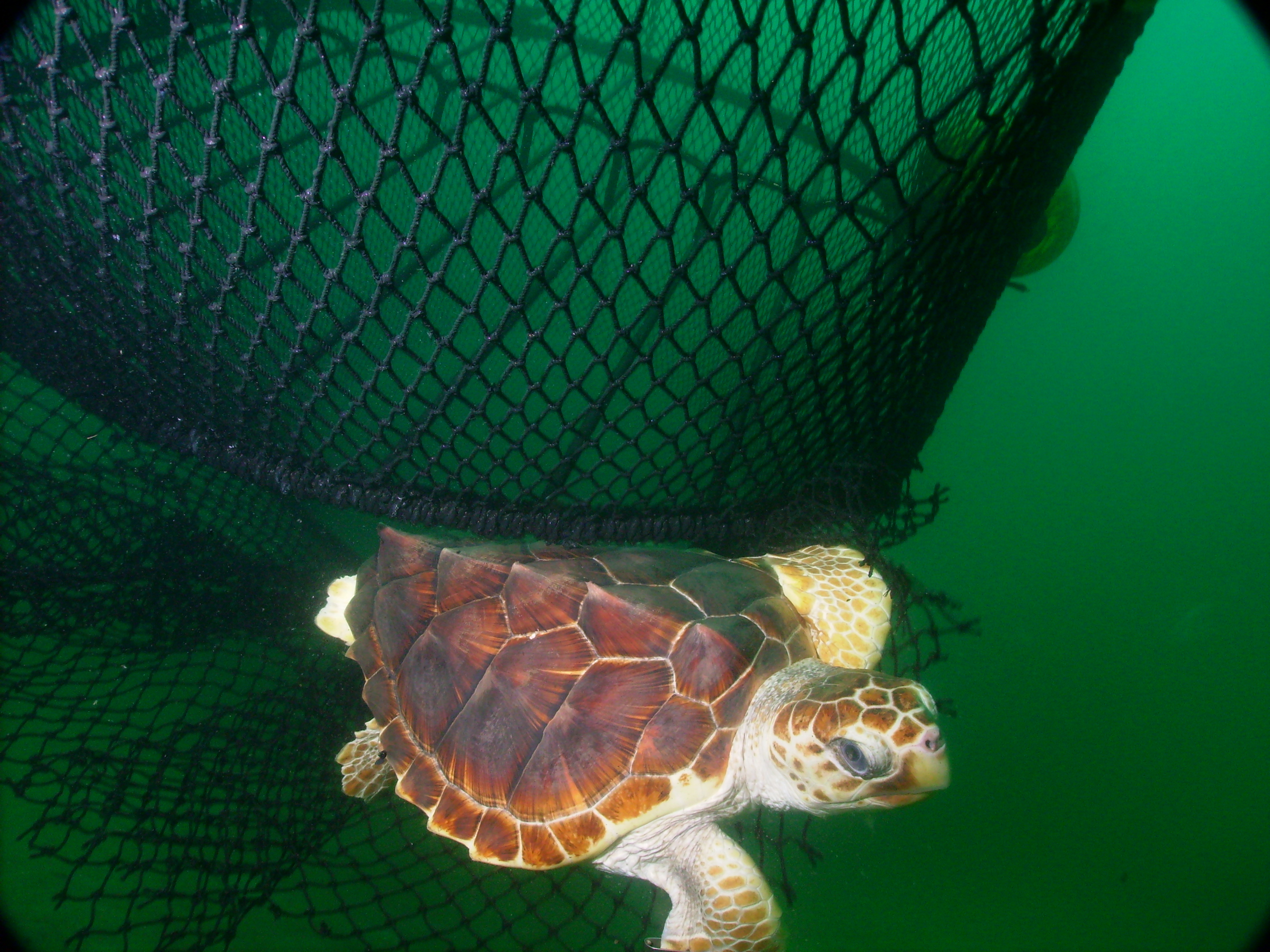
Caretta caretta, s'échappant d'un filet de pêche en utilisant un dispositif d’exclusion des tortues.

Un dispositif d’exclusion des tortues est un système adaptable aux chaluts de pêche aux crevettes notamment qui permet aux tortues marines prisonnières du filet de s'échapper. Ce système, mis au point aux États-Unis, a été étudié en fait non seulement pour exclure les tortues, mais aussi pour que toutes les prises accessoires de plus de 10 cm sortent indemnes des filets.